# Dir (Unix)
dir est une commande POSIX qui affiche le contenu de répertoires. Elle affiche les informations des fichiers passés en argument (du répertoire courant par défaut). Les entrées sont triées alphabétiquement si aucune des options -cftuvSUX ou --sort n'est utilisée.
Exemple :
```
$>
 
dir

 
man1
  
man2
  
man3
  
man4
	
man5
  
man6
  
man7
  
man8

```

## Commandes complémentaires
- ls : Affiche le contenu d'un répertoire